# Ramiro Cabrera

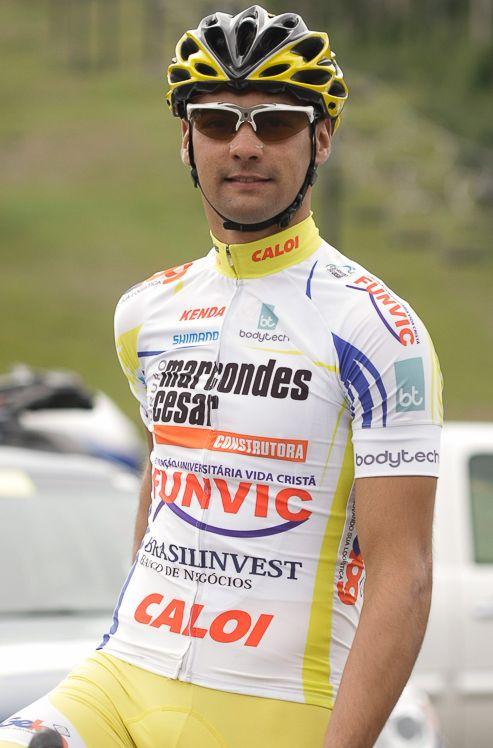
Ramiro Cabrera (2013)

Ramiro Cabrera González (* 8. Februar 1988 in Tacuarembó) ist ein uruguayischer Radrennfahrer.
González gewann 2009 die Gesamtwertung und eine Etappe Volta Ciclistica Internacional de Gravataí und 2015 zwei Etappen der Volta Ciclistica do Paraná.

## Erfolge
2009
- Gesamtwertung und eine Etappe Volta Ciclistica Internacional de Gravataí

2015
- zwei Etappen Volta Ciclistica do Paraná

## Teams
- 2011 Movistar Continental Team
- 2012 Movistar Continental Team
- 2013 Funvic Brasilinvest-São José dos Campos
- 2014 Clube DataRo de Ciclismo-Bottecchia